# Fotonica

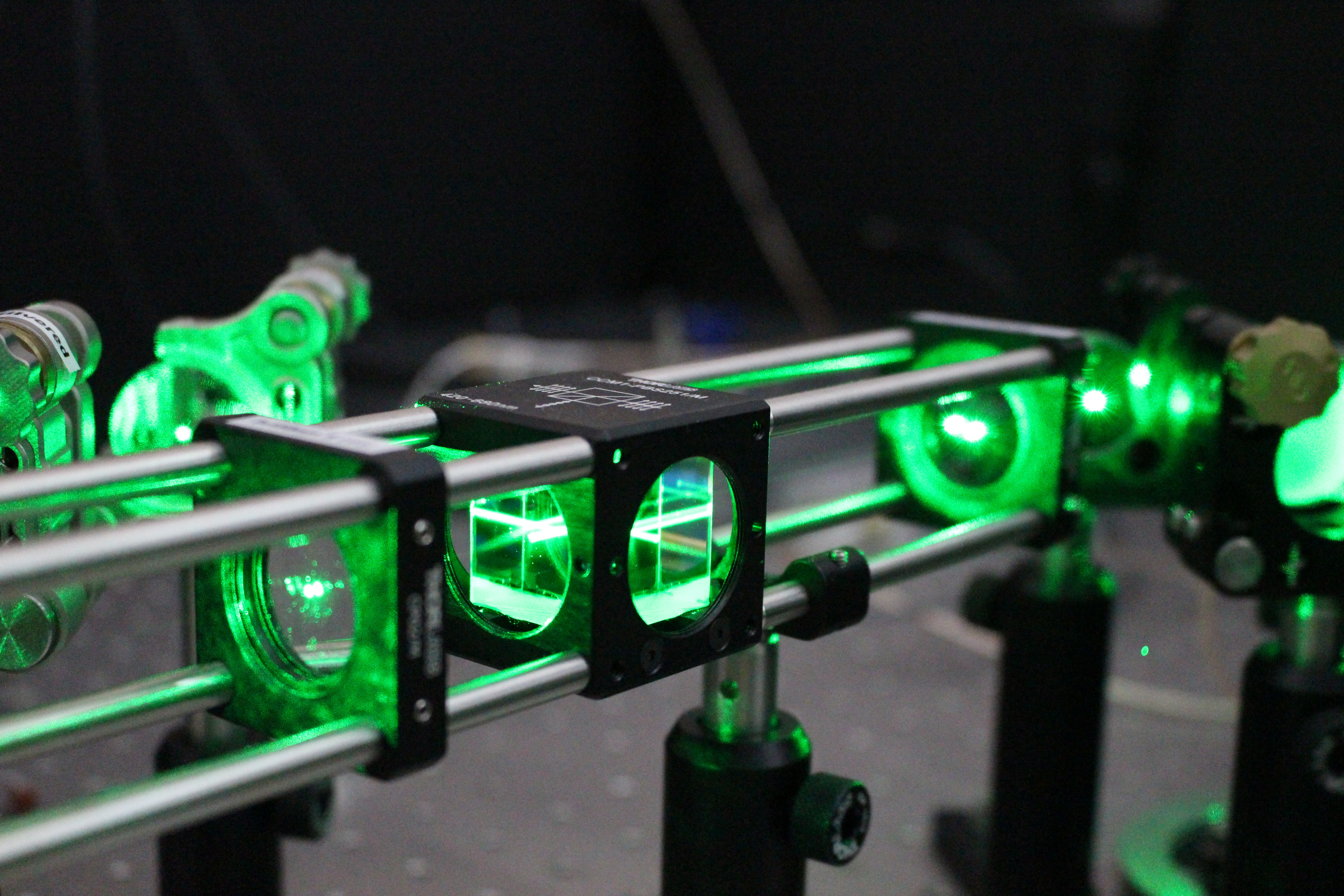
Een stralingsdeler met een 532nm-laser

Fotonica of opto-elektronica is een wetenschappelijke en technische discipline die zich bezighoudt met de wisselwerking tussen licht (fotonen) en elektronen (elektronica). De fotonica richt zich op de bestudering van de voortbrenging, detectie en manipulatie van elektromagnetische straling door middel van emissie, transmissie, modulatie, signaalverwerking, schakeling en versterking.
Veel onderzoek in de fotonica is terug te voeren op de interactie tussen zichtbaar licht en elektrische stroom. Sommige elementen zijn in staat elektrische stroom om te zetten in licht (lichtbron), andere elementen kunnen licht omzetten in elektrische stroom (lichtdetector). Kennis van deze materialen en de natuurkundige mechanismen die aan fotonische fenomenen wordt praktisch toegepast in diverse technologieën.

## Algemeen
Onder de lichtbronnen vallen niet zozeer de klassieke gloeilamp en tl-fluorescentielamp, maar veeleer de led (licht emitterende diodes, kortweg lichtdiodes) en de lasers, vooral halfgeleiderlasers. Ook plasmascherm, CRT-kathodestraalbuis, tft (dunne filmtechniek)-schermen en lcd (vloeibare kristallen displays) vallen eronder. Bij de detectoren vallen er klassieke thermische sensoren en videcons onder en in het bijzonder CCD (ladingsgekoppelde devices) camera's en de fotodiode.
Kenmerkend voor fotonica is de veelvuldige inzet van 3-5- en 2-6-halfgeleiders in plaats van het klassieke silicium (en germanium). Silicium en germanium behoren tot groep 4 van het periodiek systeem der elementen. De fotonica gebruikt verbindingen als galliumarsenide (GaAs) en aluminiumgalliumarsenide (AlGaAs). Dit zijn verbindingen van elementen uit groep 3 en groep 5 van de tabel van Mendelejev (het periodiek systeem). Ook indiumtelluride (InTe) en zinksulfide (ZnS) vinden toepassingen. Dat zijn verbindingen van elementen uit de groepen 2 en 6 van de tabel van Mendelejev.

## Toepassingen
Praktische toepassingen van fotonica zijn te vinden in heel veel sectoren. Zo zijn er beeldschermen voor computers, webcams, lasers om cd- en dvd-schijven te lezen en schrijven, leds voor aanduiding, halfgeleiderlasers of leds en diodes voor communicatie over optische vezels, camera's voor bewaking, nachtzichttoestellen, optische systemen om wapens te richten, optische temperatuurmeting, infraroodkijker enzovoort. Ook een zonnecel om de energie van zonlicht om te zetten in elektriciteit valt daaronder.

## Ontwikkelingen
Bij fotonica draait het om het opwekken, transporteren, bewerken en detecteren van lichtdeeltjes (fotonen). 

### Geïntegreerde fotonica
Begin de jaren tachtig begon een Nederlandse onderzoeker aan de Technische Universiteit Delft, Meint Smit, te pionieren op het gebied van een nieuw vakgebied geïntegreerde fotonica. Intussen is dit uitgegroeid tot een snelgroeiende industrie. Door fotonische functionaliteiten te integreren in een microchip, kunnen nieuwe, snellere, kleinere en energiezuinigere apparaten worden ontwikkeld. Deze chip noemt men een fotonisch geïntegreerd circuit. Door het aanwenden van de kracht van het licht, zijn fotonische chips zeer effectief in het verwerken en verzenden van gegevens en het zeer nauwkeurig detecteren van objecten. 

#### Toepassingen
Fotonische chips worden momenteel in de data- en telecomindustrie gebruikt om het energieverbruik per bit te verminderen en de datasnelheden te verhogen. Zo zorgt DWDM-technologie, dat staat voor dense wavelength-division multiplexing, ervoor dat meer data over één enkele glasvezelkabel kan worden verzonden. 
Daarnaast gaan de lichtchips binnenkort een belangrijke rol spelen voor innovatieve sensoren die massaal kunnen worden geproduceerd. Een voorbeeld is de fotonische biosensor die gebruikt wordt voor vroege detectie van bijvoorbeeld kanker, cardiovasculaire- en infectieziekten. Een andere toepassing van geïntegreerde fotonica is een micro-spectrometer, waarmee licht wordt gebruikt om de compositie van materialen te analyseren. Denk hierbij aan het analyseren van de rijpheid van tomaten, het analyseren van drugs en het classificeren van verschillende soorten plastic. Daarnaast worden op dit moment fotonische chips ontwikkeld voor lidar-systemen en fotonische kwantumcomputers. 